# Nuzleaf
Nuzleaf (japanski: コノハナ Konohana) jedan je od 1025 fiktivnih vrsta Pokémona iz medijske franšize Pokémon, skupa Pokémon videoigara, animiranih serija, manga stripova, knjiga, igraćih karata i drugih medija kojima je tvorac Satoshi Tajiri. Svrha je Nuzleafa u videoigrama, animiranoj seriji i manga stripovima, kao i svrha ostalih Pokémona, borba s divljim Pokémonima – neukroćenim stvorenjima koje igrači i likovi pronalaze dok kreću na razne avanture – i pripitomljenim Pokémonima drugih Pokémon trenera.
Njegovo ime dolazi od engleskih riječi "nuzzle" = trljati nosom, što se odnosi na Nuzleafov dugačak nos, i  "leaf" = list. Njegovo japansko ime, Konohana, vjerojatno je kombinacija japanskih riječi "konoha" = list i "hana" = nos". Japanske riječi za nos i cvijet su homonimi, pa je "hana" = cvijet" isto moguće.

## Biološke karakteristike
Nuzleaf je Pokémon koji obitava u šumama, vješt je u penjanju na drveće, ali ponekad izlazi iz šuma da bi plašio ljude. Živi unutar rupa u drveću.
Njegov dugačak nos njegova je slaba točka te gubi moć ako ga se zgrabi za njega. Zbog tog razloga, mrzi kada ga netko štipa za nos.
Nuzleaf će ponekad uzeti list sa svoje glave da bi od njega napravio malenu flautu. Melodija Nuzleafove flaute tjera strah i nesigurnost u srca ljudi izgubljenih u šumi.

## U videoigrama
Nuzleafa se može pronaći samo u Pokémon Ruby i Emerald videoigrama na Stazi 114. Da bi ga se treniralo u ostalim Pokémon videoigrama, mora ga se razmijeniti s kompatibilnim verzijama kao što su npr. Pokémon Sapphire, FireRed, LeafGreen itd. Nuzleaf se razvija iz Seedota na 14. razini.
Nuzleaf je jedan od rjeđih Mračnih Pokémona, pa mu Psihički napadi ne mogu nauditi. No ipak, ne može naučiti neke od snažnijih Mračnih napada kao što su Drobljenje (Crunch). Doduše, može naučiti Lukavi napad (Faint Attack). Nuzleaf je i Travnati Pokémon, ali ne može naučiti Oštricu lista (Razor Leaf), unatoč velikom listu na glavi. Doduše, Nuzleaf može naučiti Oštricu vjetra (Razor Wind), ali ni taj napad nije toliko fantastičan kao što bi mnogi mislili, jer mu treba dva kruga kako bi ga izveo. Jedan je od rijetkih Pokémona koji može naučiti Moć prirode (Nature Power). Može naučiti razne napade uz pomoć Tehničkih uređaja (TM) kao što su Sjemeni metak (Bullet Seed), Giga isušivanje (Giga Drain), Sunčeva zraka (Solar Beam), Razbijanje cigle (Brick Break), Zračni as (Aerial Ace) i Sunčani dan (Sunny Day). Isto tako, može naučiti Zametak pijavice (Leech Seed) i Brzi napad (Quick Attack) kroz uzgajanje s Pokémonima koji te napade već znaju.
Nuzleaf može prirodno naučiti Eksploziju (Explosion), ako ga se ostavi dovoljno dugo u obliku Seedota. Nuzleaf isto tako nauči Ekstra osjetljivost (Extraseansory), Psihički napad kojeg nauči na istoj razini na kojoj Seedot nauči Eksploziju. Ovaj napad može Nuzleafu dati zaštitu protiv Borbenih Pokémona koji su snažni protiv njega. Nuzleaf je zasada jedini Pokémon koji može naučiti Ekstra osjetljivost kroz stjecanje iskustva; svi ostali Pokémoni koji ga mogu naučiti čine to kroz uzgajanje, a jer je Nuzleaf jedini Pokémon koji ga prirodno nauči, svi ti Pokémoni moraju se uzgajati zajedno s muškim Nuzleafom.
Nuzleaf se razvija u Shiftryja kada ga se izloži Lisnatom kamenu.

## U animiranoj seriji
Nuzleaf se pojavio u epizodi kada se Ash nalazio na otoku Dewfordu. Grupa Nuzleafa pomogla je Pokémonima Asha, May i Brocka da se vrate svojim trenerima.
U još jednoj epizodi, Shiftry je oteo Sestru Joy da bi ona pomogla ozlijeđenom Nuzleafu.